# Bagdad
Bagdad (arapski بغداد Baghdād, perzijski: Baɣdād) je glavni grad Iraka i luka na Tigrisu, te drugi najveći grad u Jugozapadnoj Aziji, poslije Teherana i drugi najveći grad arapskog svijeta, poslije Kaira.
Vrlo brzo nakon osnutka u 8. stoljeću, Bagdad je postao prijestolnica Abasidskog Kalifata, središte Islama, trgovine i znanosti. Tijekom srednjeg vijeka je jedno vrijeme, s oko 1,2 milijuna stanovnika, bio i najveći grad na svijetu. Grad je dugo propadao nakon mongolske invazije 1258. godine, desetkovan pošastima i izmjenama stranih vladara. Tek nakon uspostave neovisnog Iraka 1938. godine grad se obnavlja u značajno središte arapske kulture.
U Bagdadu se nalazi pet od ukupno osam iračkih sveučilišta. Osnovno školstvo je besplatno, no ipak je nepismenost i dalje velika.

## Klima
U Bagdadu je suptropska aridna klima i jedan je od najtoplijih velegradova na svijetu. Temperatura na području Bagdada kreće se od 16,4 °C zimi do 43,5°C u srpnju i kolovozu. Najveće padaline su u rujnu i svibnju, s prosječnih oko 150 mm. Dana 11. siječnja 2008. godine, po prvi put u posljednjih stotinu godina, pao je lagani snijeg.

## Povijest
Iako je ovo područje bilo naseljeno od prapovijesti (Babilon se nalazi samo 85 km južnije), te se spominje na asirskim glinenim pločicama kao Baghdadu još u 9. stoljeću pr. Kr. i kraljevskom pečatu na opekama kralja Nabukodonozora u 6. stoljeću pr. Kr., osnivanje Bagdada kao grada pripisuje se abasidskom kalifu Abu Džafaru al-Mansuru koji je 762. godine izgradnju povjerio perzijskim Barmakidima iz Balha. Novoizgrađena prijestolnica bila je kružnog oblika (d = 2 km) i naselilo ju je stanovništvo iz Ktezifonta, bivše sasanidske prijestolnice koja je prepuštena zubu vremena. Ovaj se grad zajedno sa susjednom helenističkom Seleukijom odnosno kaldejskim Opisom nalazio oko 30 km južnije, dok je još stariji Babilon smješten 85 km južnije. Etimološko podrijetlo Bagdada dolazi od perzijskih riječi Bag ("Bog") i Dad ("dat"); "Božji dar".
Za vrijeme Haruna al-Rašida, službeno Madinat al-Salam ("Grad mira") doživljava najveću slavu, koja se spominje u Tisuću i jednoj noći, kada je bio jedan od najbogatijih i najvećih gradova na svijetu. Jedini gradovi slične veličine i utjecaja bili su Carigrad, Córdoba, Marv i Kaifeng. Počeo je gubiti moć kada je 809. prijestolnica premještena u Samaru, potom invazijama iranskih Bujida, a katastrofalno je opustošen 1258. godine provalom Mongola pod Hulagu-kanom. Godine 1401. osvojio ga je Timur Veliki, a 1524. potpao je pod vlast perzijske safavidske dinastije. Pod vlašću sultana Sulejmana I. grad je 1534. godine postao dio Osmanskog carstva, a u kratkom razdoblju (1623. – 1638.) ponovo je pod safavidskom vlašću, a potom opet u rukama Osmanlija sve do Prvog svetskog rata (1914. – 1918.). Godine 1921. postaje prijestolnica kraljevine Irak. Godine 1958. državnim udarom u Bagdadu okončana je monarhija. Tijekom 20. stoljeća grad se proširio teritorijalno i demografski. Teško je oštećen u bombardiranju tijekom rata u Perzijskom zaljevu, i od tada je pod međunarodnim trgovačkim sankcijama više od jednog desetljeća.
Danas se grad oporavlja nakon američke okupacije Iraka (2003. – 2010.), ali je još uvijek središte čestih terorističkih napada i protuvladinih provokacija.

## Znamenitosti
Jedna od najstarijih građevina je Abasidska palača (12. – 13. st.) koja je dio povijesnog središta grada sa Sokak Sarajem ("Palača trgovine") i medresom al-Mustansirija iz istog razdoblja. 
Džamija Al-Kadhimija ("Dvojice koji progutaše svoj bijes") iz 15. stoljeća nalazi se u predgrađu Bagdada, a sadrži grobnice sedmog i devetog šijitskog imama (od dvanaest najvećih), Muse al-Kazima i Muhameda al-Takija. Zbog toga se smatra za jednim od najvažnijih šijitskih svetišta na svijetu.
Nacionalni muzej Iraka je posjedovao neprocjenjivu kolekciju povijesnih predmeta i umjetnina, ali je tijekom okupacije Bagdada 2003. godine kolekcija opustošena.
Internacionalna zračna luka Bagdad (BIAP), najveća u Iraku, nalazi se 16 km od središta grada i svake godine potroši oko 900 milijuna $ kako bi primila do 7,5 milijuna putnika. Tada je stradao i Badadski zoološki vrt koji je bio najveći na Bliskom istoku, no nakon 2003. godine tek 35 životinja, od njih 650, je preživjelo.
Spomenik neznanom junaku na Velikom trgu proslava iz 1980. godine podignut je početkom Iransko-iračkog rata (1980. – 88.) kako bi se obilježila mučenička smrt iračkih vojnika, a 1989. godine mu je dodan Trijumfalni luk ("Mačevi pobjede").
- Suk al-Ghazel je nastariji mineret u Mezopotamiji (901.-07.)
- Bagdadska zračna luka

## Stanovništvo
Velika većina stanovništva su Arapi, a u gradu postoji i značajna nacionalna zajednica Kurda, kao i manje zajednice Turkmena, Sirijaca i Sudanaca.
95% stanovništva grada su muslimani, zbog čega gradsku sliku krase mnogobrojne džamije. Bagdad je i povijesno sjedište patrijarha Asirske Crkve istoka.

### Poznate osobe
- Adil Abd al-Mahdi, šiitsko-irački političar, trenutni irački potpredsjednik
- Iyad Allawi, irački političar, bivši premijer vlade
- Zaha Hadid, iračko-britanska arhitektica i profesorica
- Qusai Hussein, drugi sin Saddama Husseina
- Ibn Kammuna, filozof
- Yaqub ibn Killis, egipatski vezir za vrijeme Fatimida
- Bassam Salih Kubba, zamjenik ministra vanjskih poslova (april - juni 2004)
- Abd al-Karim Qasim, irački političar i premijer od 1958. do 1963.

## Gradovi prijatelji
Bagdad ima ugovore o partnerstvu sa sljedećim gradovima:
- Amman, Jordan
- Bejrut, Libanon
- Dubai, Ujedinjeni Arapski Emirati

## Vanjske poveznice
- Službene stranice pokrajine Bagdad